# 栄建緒
栄 建緒（えい けんしょ、生没年不詳）は、中国の北周から隋にかけての政治家。本貫は右北平郡無終県。弟は栄毗。

## 経歴
栄権の子として生まれた。北周に仕えて載師下大夫・儀同三司となった。北斉が平定されると、鄴城に駐屯して、『斉紀』30巻を著した。建緒と楊堅は旧交があり、楊堅が丞相となると、建緒は開府儀同三司の位を加えられ、息州刺史に任ぜられた。赴任しようとしたとき、楊堅がひそかに禅譲の計画を打ち明け、「とどまって富貴をともに取ろうではないか」と建緒に言った。建緒は北周の大夫を自認していたので、「明公のおっしゃることは、わたしには聞けないことです」と言って、そのまま赴任した。581年、隋が建国されると、建緒が入朝したので、文帝（楊堅）は「卿は悔い改めないのか」と訊ねると、建緒は稽首して「臣の位は徐広にあらず、情は楊彪に類するものです」と答えた。文帝は「朕は書語を解しないが、卿のこの言は不遜と分かるぞ」と笑って言った。建緒は始州刺史・洪州刺史を歴任して、有能で知られた。

## 伝記資料
- 『隋書』巻六十六 列伝第三十一
- 『北史』巻七十七 列伝第六十五